# Clare (Michigan)
Clare – miasto w Stanach Zjednoczonych, w stanie Michigan, w hrabstwie Clare.